# Sant Pere de Vallmanya
Sant Pere de Vallmanya és l'església parroquial de Vallmanya, al municipi de Pinós (Solsonès) inclosa a l'Inventari del Patrimoni Arquitectònic de Catalunya.

## Situació
Es troba a la part més alta del poble, al nord, culminant el conjunt de cases. Al seu costat hi ha una notable porta d'entrada al cementiri i a llevant, a l'altre costat del barranc, es veu la capella romànica de Sant Miquel.

## Descripció
Construcció religiosa, església d'una sola nau amb capelles laterals, coberta a doble vessant i amb la porta a migdia de l'edifici; la porta és l'únic element decorat de tot l'exterior de l'edifici, amb un senzill frontó triangular que reposa sobre pilars estriats i capitells jònics.

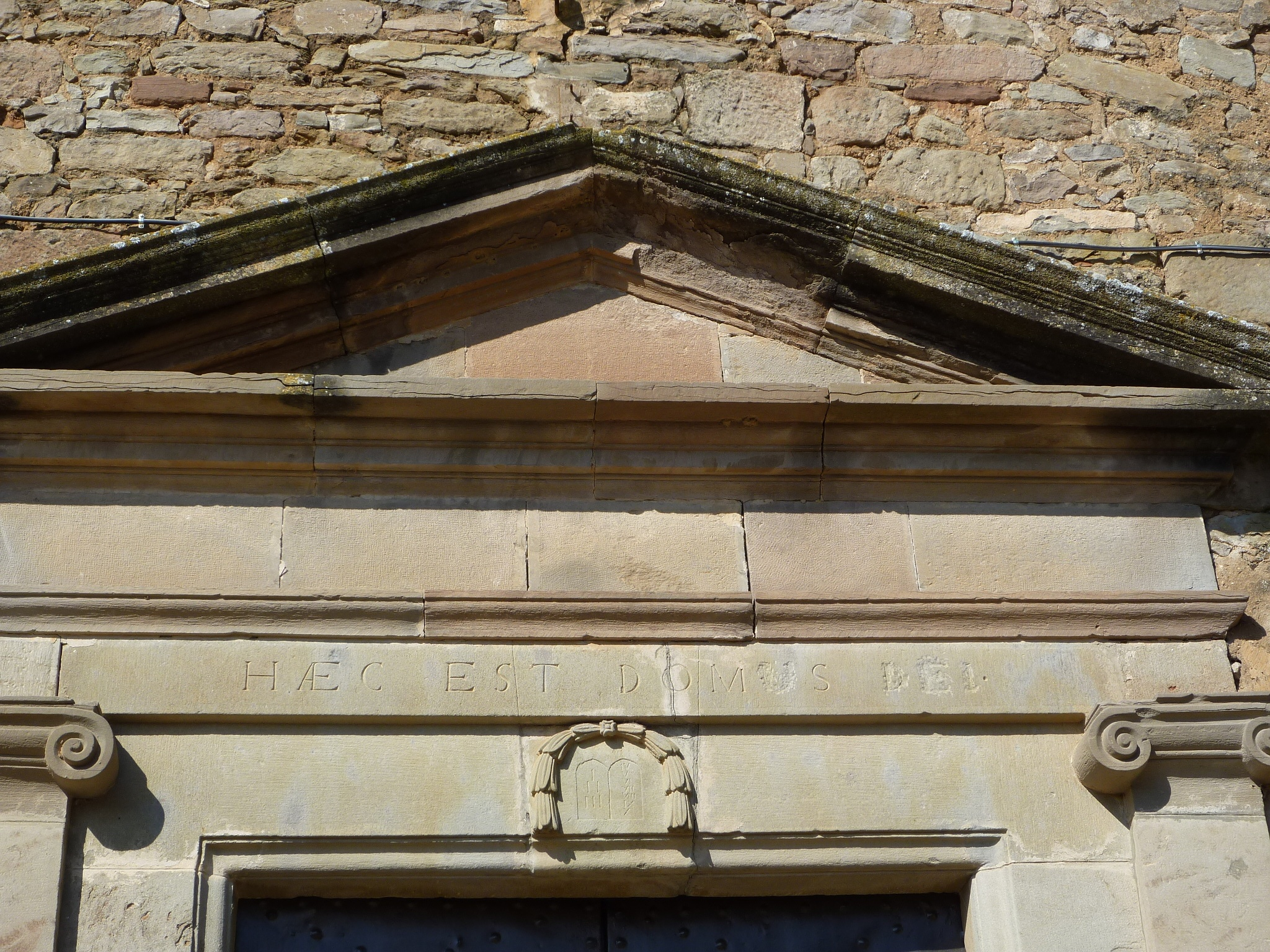
Frontis del portal

L'església, de grans proporcions, té un enlairat campanar de planta quadrada al mur de ponent; aquest campanar és també obra del segle xviii però fou construït sobre la base d'una torre medieval, possiblement la torre del castell de Vallmanya. Està format per un cos rectangular dins la nau de l'església, aprofitat com a base del modern campanar; al costat de migdia conserva encara una finestra de mig punt dovellada i, a la cara de ponent, una estreta espitllera. L'aparell és de carreus irregulars i reble, propis del segle xi.

## Història
Sant Pere de Vallmanya és l'església parroquial del lloc i l'antiga església del castell del mateix nom. El lloc és esmentat al segle X i formava part dels dominis del comtat de Berga, juntament amb els Peguera, Fígols i la casa fortalesa de Berga. Sempre ha mantingut el seu caràcter parroquial.